# Edda 20.
Az Edda Művek huszadik albuma stílusosan a 20. címet kapta. Ekkor a doboknál már Hetényi Zoltán ült, a felállás azon kívül változatlan maradt.

## Számok listája
1. Át vagyunk vágva - 4:26
2. Te talán megértesz - 4:01
3. Vad éjszakák - 5:19
4. Egy álom elég - 5:06
5. Munkásélet - 4:14
6. A sirály 4:47
7. Tetvek és poloskák - 5:46
8. Menni kéne már - 5:37
9. Kard-tánc - 5:18

## Az együttes felállása
- Alapi István – szólógitár
- Gömöry Zsolt – billentyűs hangszerek
- Hetényi Zoltán – dob, ütőhangszerek
- Kicska László – basszusgitár
- Pataky Attila – ének